# Gmeinder

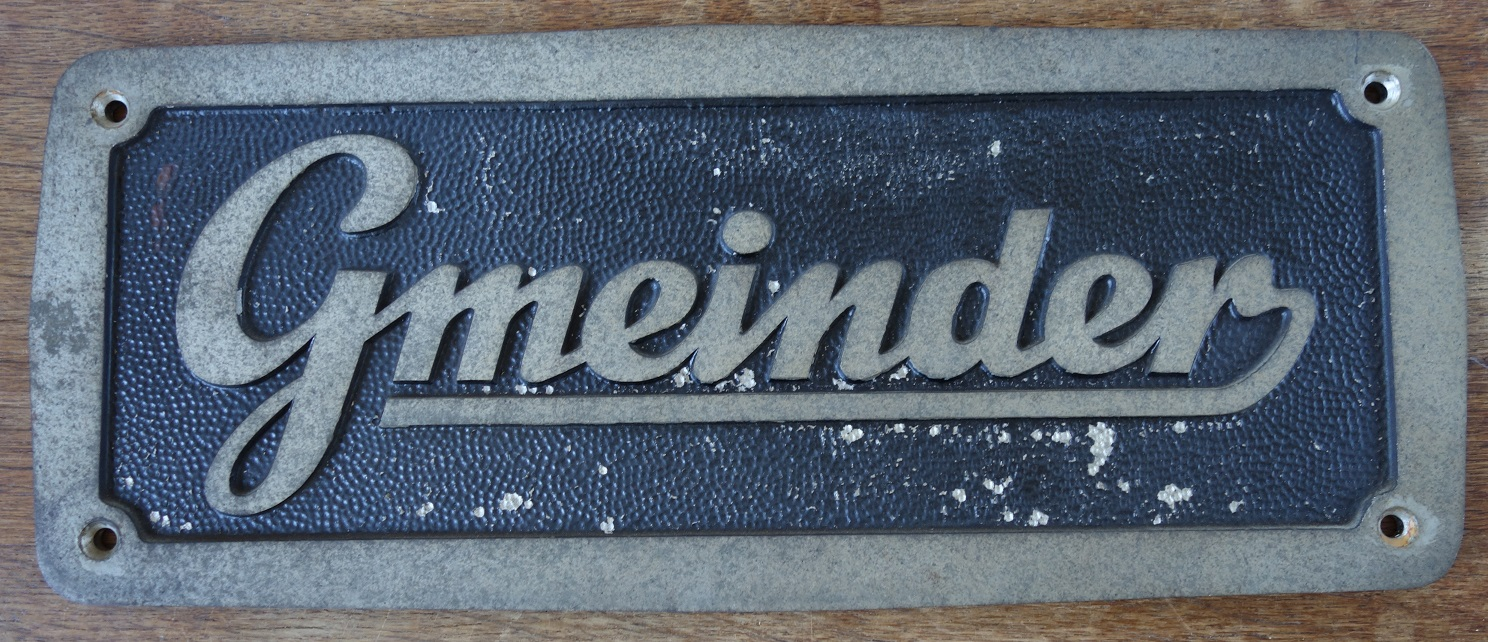
Logo van Gmeinder

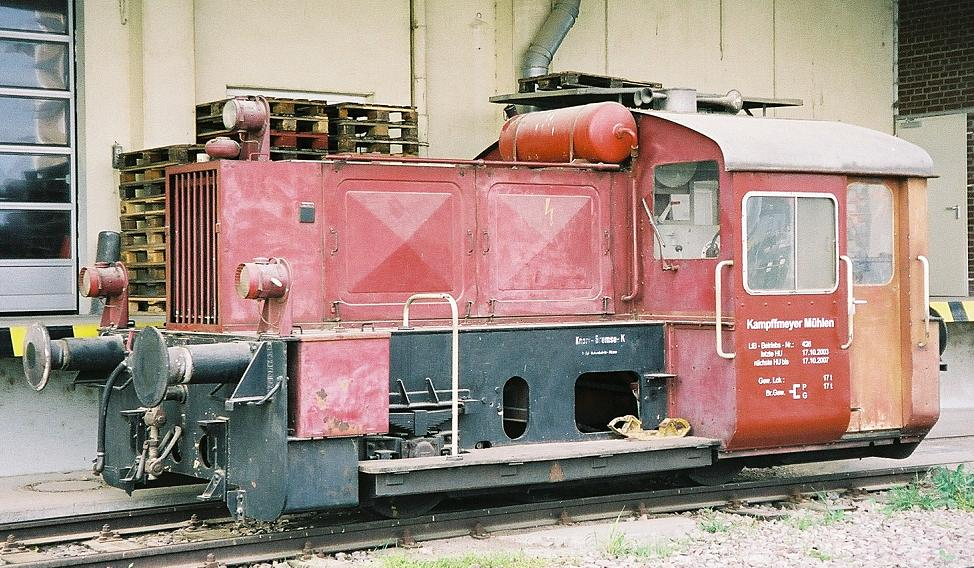
Railtractor Köf II (bouwjaar 1958)

Gmeinder was een Duitse rollendmaterieelfabrikant die naast kleine locomotieven ook dieselmotoren en onderdelen voor locomotieven maakte. Het in 1913 als Steinmetz Gmeinder KG in Mosbach begonnen bedrijf leverde voornamelijk materieel aan de Duitse spoorwegen, daarnaast werden industriële locomotieven wereldwijd aan particulieren geleverd.
Het bedrijf is vanaf 2004 opgesplitst in locomotievenbouwer Gmeinder Lokomotivenfabrik en Gmeinder Getriebe- und Maschinenfabrik welke onderdelen voor locomotieven maakt.

## Locomotieven
- Rhätische Bahn - RhB Gm 4/4
- Deutsche Bahn - Baureihe 260
- Deutsche Bahn - Köf railtractoren